# 幸せが聴こえる
『幸せが聴こえる』（しあわせがきこえる、原題：聽見幸福）は台湾のテレビドラマ。
2015年1月11日から2015年5月24日まで台湾の台視で放送された。日本では2015年7月14日からは2016年3月15日までホームドラマチャンネルで放送された。全33話。

## あらすじ
百貨店のCEOファン・ジャンチェン（方展丞）と婚約者で外科医のリャン・ルオハン（梁洛涵）は、居眠り運転のトラックと衝突し、ジャンチェンは一時的に視力を失い、ルオハンは亡くなってしまう。
目が見えないことを隠し仕事を続けるジャンチェン。ジャンチェンの百貨店に来店していたチェン・ユーシー（陳禹希）とトラブルになってしまう。
フェイティエングー（飛天谷）で土産物を売っているユーシーを訪ねる百貨店取締役のシェン・ウェイリエン（沈威廉）。看護学校を卒業しているユーシーに待遇のいい仕事を紹介すると言う。
そして、ユーシーはジャンチェンの介助者兼社長補佐として働くことになる。

## キャスト
| 役名                            | 俳優名                        | 役柄                                                                                      |
| ------------------------------- | ----------------------------- | ----------------------------------------------------------------------------------------- |
| ファン・ジャンチェン （方展丞） | 王傳一 （ワン・チュアンイー） | 巨城（ジューチェン）百貨店のCEO                                                           |
| チェン・ユーシー （陳禹希）     | 任容萱 （キミ・レン）         | 思い込みが激しい。飛天谷（フェイティエングー）で土産物を売っている 看護学校を卒業している |
| リャン・ルオハン （梁洛涵）     | 任容萱 （キミ・レン）         | 臓器提供に熱心な外科医師。ジャンチェンの婚約者                                            |
| シェン・ウェイリエン （沈威廉） | 威廉 （ウィリアム・リャオ）   | 巨城百貨店取締役、ジャンチェンの友人                                                      |
| リー・ボーイエン （李柏諺）     | 邵翔 （ショーン・シャオ）     | ユーシーの元カレ 能力を認められ高登（ガオドン）百貨店の社長補佐に抜擢される               |
| シュ・ヤーティ （徐亞緹）       | 雷瑟琳 （ニータ・レイ）       | 宜蘭の民宿で働く。心臓が悪く、ルオハンの心臓を移植される                                  |
| チェン・ユーアン （陳禹安）     | 徐浩軒 （スー・ハオシュェン） | ユーシーの弟。病気がち。牧師                                                              |
| ワン・ユージェン （王玉真）     | 苗可麗 （ミャオ・カーリー）   | ユーシー、ユーアンの養母。九天玄女の弟子だという占い師                                    |
| ワン・シャオリン （王曉琳）     | 李佳豫 （アンジェラ・リー）   | 看護師。ユーシーの親友                                                                    |
| シエ・フェイフェイ （謝霏霏）   | 陳語安 （ケイティ・チェン）   | 留学帰り。義兄・ジャンチェンに片思いしている                                              |
| バネッサ （Vanessa）            | 茵芙 （インフ）               | 高登百貨店の社長                                                                          |

## スタッフ
- 監督 – 陳戎暉（チェン・ロンホイ）

## 主題歌
オープニングテーマ
- 『我還想念你』

歌 - 畢書盡（ビー・シュージン）
エンディングテーマ
- 『空』

歌 - 汪小敏（トレイシー・ワン）

## ソフトウェア

### DVD
販売元：エスピーオー
- 「幸せが聴こえる＜台湾オリジナル放送版＞DVD-BOX1」（2015年10月2日）
- 「幸せが聴こえる＜台湾オリジナル放送版＞DVD-BOX2」（2015年10月16日）
- 「幸せが聴こえる＜台湾オリジナル放送版＞DVD-BOX3」（2015年10月28日）

## 日本国内放送局
| 放送地域 | 放送局                 | 放送期間                      | 放送日時                     | 放送系列 |
| -------- | ---------------------- | ----------------------------- | ---------------------------- | -------- |
| 日本全域 | ホームドラマチャンネル | 2015年7月14日 - 2016年3月15日 | 毎週火曜 25時15分 - 26時15分 | CS放送   |